# Avowed
Avowed ist ein Fantasy-Action-Rollenspiel von Obsidian Entertainment. Das Open-World-Spiel in Egoperspektive wurde am 18. Februar 2025 durch Microsoft für Windows-PCs und die Konsolen Xbox Series X und S veröffentlicht.

## Handlung
Avowed spielt in der Fantasy-Welt Eora, die auch Schauplatz von Obsidians Pillars-of-Eternity-Reihe ist. Die der Spezies der Gottähnlichen angehörende Hauptfigur wird vom Kaiser in das nördliche Land der Lebenden geschickt, wo ein Pilzplage grassiert, die Lebewesen befällt und um den Verstand bringt. Der Spieler soll die mysteriösen Umstände der sogenannten Seelenseuche ergründen. Obwohl er oder sie ein Gesandter des aedyranischen Imperiums ist und einige Einheimische ihm misstrauisch gegenüber stehen, kann er sich zwischen den Fraktionen entscheiden.

## Spielprinzip
Bei Avowed handelt es sich um ein Action-Rollenspiel aus der Egoperspektive. Das Spiel bietet eine große Bewegungsfreiheit und kleinere wie auch größere Handlungsentscheidungen, die vom Spieler getroffen werden können. Es beinhaltet mehrere Charakterklassen und ein Echtzeitkampfsystem, bei dem mit Nahkampfwaffen, Bogen und Magie gekämpft wird. Der Spieler kann bis zu zwei Begleitcharaktere mit sich führen. Die ansonsten offene Spielwelt ist in vier größere und ein kleineres Gebiet aufgeteilt.

## Entwicklung
Der Entwicklungsprozess des ursprünglich als Mischung aus Destiny und Skyrim geplanten Spiels begann bereits im Jahr 2018. Die Entwicklung wurde insgesamt zweimal neu gestartet. Bereits früh in der Entwicklung ließ man den ursprünglich geplanten Mehrspieleranteil fallen. Die Umstellung auf ein reines Singleplayer-Spiel kostete etwa acht Monate Entwicklungszeit. Angekündigt wurde das Spiel nach der Übernahme von Obsidian durch Microsoft auf dem Xbox Games Showcase im Juli 2020. Im Laufe der Entwicklung rückte man von der Idee ab, eine große und offene Spielwelt im Stile von Skyrim umzusetzen. Laut Obsidian-CEO Feargus Urquhart wollte man sich auf die eigenen Stärken besinnen und eine hohe Spieltiefe erreichen. Anfang August 2024 wurde eine Verschiebung des zuvor für Herbst desselben Jahres angekündigten Spiels auf den 18. Februar 2025 bekannt gegeben. Wie Xbox-Chef Phil Spencer später bekannt gab, sei dies nicht aufgrund von Qualitätsproblemen am Spiel geschehen, sondern um den Release-Kalender für die Xbox-Plattform zu entzerren und Spielern somit eine besser getaktete Auswahl an Titeln zu ermöglichen. Für Vorbesteller der rund 100 Euro teuren Premium-Ausgabe war Avowed bereits ab 13. Februar 2025 spielbar. Der reguläre Release erfolgte am 18. Februar für Windows und die Microsoft-Konsolen Xbox Series X und S. Das Spiel war von Beginn an im Xbox Game Pass enthalten. Für die Projektleitung von Avowed bei Obsidian Entertainment zeichnete Game Director Carrie Patel verantwortlich, die das Unternehmen kurz nach Release verließ.

## Rezeption
Avowed erhielt überwiegend positive Wertungen. Laut dem deutschsprachigen Onlinemagazin 4P.de habe das Rollenspiel eine abwechslungsreiche Spielwelt und umfangreiche Hintergrundgeschichte. Das Spiel sei auf Xbox Series X optisch wie spielerisch attraktiv, vom Spielen auf der Xbox Series S wurde allerdings abgeraten. Zudem wurde das Fehlen einer deutschen Sprachausgabe kritisiert. Laut PC Games reiche es für Avowed nicht ganz für die Oberklasse. Die weitläufigen Welten wirken etwas statisch und bei der Inszenierung der ansonsten ordentlichen Story gebe es noch Luft nach oben.

„Zugängliches Action-RPG mit viel Erkundung, charmanten Figuren und schicken Levels. Für die Oberklasse reicht's allerdings nicht - und das scheint ihm auch ganz recht zu sein.“

Im Vergleich mit dem zur selben Zeit erschienenen Kingdom Come: Deliverance II ziehe Avowed laut PC-Games-Redakteur klar den Kürzeren. Avowed sei zwar zugänglich und „locker-flockig wegspielbar“, aber „auch ganz schön 08/15“.
Das PC-Spielemagazin GameStar wertete den Titel zur Release wegen Bugs und Abstürzen ab. Laut IGN stelle das Spiel Obsidians Können im Bereich Schreiben und Worldbuilding zur Schau, hebe sich aber ansonsten kaum von anderen Fantasy-Abenteuern ab. Laut Eurogamer könne man das Spiel als Fantasy-Version von Obsidians The Outer Worlds bezeichnen.